# Sex-Report blutjunger Mädchen
Pour plus de détails, voir Fiche technique et Distribution.
Sex-Report blutjunger Mädchen (en français Reportage sexuel de jeunes filles) est un film allemand réalisé par Frits Fronz (de) et sorti en 1972.
À la suite du succès en Allemagne comme en France du documentaire d'éducation sexuelle Helga, de la vie intime d'une jeune femme sorti en 1968, plusieurs cinéastes ont l'idée d'exploiter ce filon en proposant des faux documentaires érotiques dont le nom évoque la rigueur scientifique des rapports Kinsey ou Masters et Johnson.

## Synopsis
Dix jeunes femmes qui vivaient ensemble au pensionnat se retrouvent dans un café et se racontent des histoires croustillantes sur leurs vies et celles de leurs camarades d'école :
- Un patron apparemment strict s'avère être un sadomasochiste et veut être dominé.
- L'amie considérée comme lesbienne est en réalité une nymphomane.
- Celle considérée comme un vamp dévoreur d’hommes, en revanche, est lesbienne.
- Un ami dévoué est en fait homosexuel.
- Une femme travaille dans le cinéma à Hollywood, mais son mari produit ses films pornographiques.
- L'une d'elles disparaît sans cesse dans le café, car elle est liée au serveur.

Un serveur du café sait ce qui s'est réellement passé et corrige les histoires inventées.

## Fiche technique
- Titre original : Sex-Report blutjunger Mädchen
- Réalisation : Frits Fronz (de)
- Scénario : Frits Fronz (sous le nom de « Marcel Troussant »)
- Musique : Theo Braun
- Photographie : Wolfgang Lührse
- Montage : Walter Wischniewsky
- Société de production : Germania-Film, Europa-Film
- Pays de production :  Allemagne de l'Ouest
- Langue originale : allemand
- Format : Couleur - 1,66:1 - mono - 35 mm
- Genre : Érotique
- Durée : 86 minutes
- Dates de sortie :
  - Allemagne de l'Ouest : 3 novembre 1972

## Distribution
- Eva Maria Bergen : Christine
- Renée Felden : Denise
- Frits Fronz (de) (sous le pseudonyme de « Frank Roberts ») : Pierre
- Erica Gapp : Danielle
- Marika Mindzenthy : Simone
- Eddy Singer : Gilbert
- Peter Tiller : Georges

## Source de traduction
- (de) Cet article est partiellement ou en totalité issu de l’article de Wikipédia en allemand intitulé « Sex-Report blutjunger Mädchen » (voir la liste des auteurs).

1. ↑  (de) Annette Miersch, Schulmädchen-Report : Der deutsche Sexfilm der 70er Jahre, Bertz, 2003, 254 p. (lire en ligne)